# Баконг
Баконг (кхмер. ប្រាសាទបាគង) — один из храмов группы Ролуос храмового комплекса Ангкор в Камбодже. Баконг являлся государственным храмом Индравармана I в Харихаралае, столице, основанной Джаяварманом II в конце IX века. Посвящён богу Шиве. Баконг послужил чтимым образцом при возведении культовых строений Ангкора пирамидальной формы. В начале построенный из латерита Джаяварманом III, впоследствии облицован песчаником Индраварманом. Внешняя стена храма составляет 900 на 700 метров и включает в себя два рва и три концентрических окружения из стен. В центре Баконга стоит пирамида, состоящая из пяти ярусов, которая символизирует гору Меру. Каждый из этих пяти ярусов представляет собой снизу вверх царства нагов, гаруд, ракшасов, якшей и Махараджей. Стела, установленная при основании храма, описывает освящение его линги, Шри Индрешрава, в 881 году.